# Фошня (река)
Фошня — река в Орловской области России, левый приток реки Сосны.
Длина реки — 52 км, площадь водосборного бассейна — 464 км².
Река берёт своё начало и протекает по Колпнянскому району. Имеет несколько притоков. Самые большие: Дегтярка, Дросково, Зеленка, Плата, Жерехань.
На правом берегу реки близ села Городецкое в XII—XIV веках существовал древнерусский город Коршев.